# Personaggi di Classroom of the Elite
Questa è la lista dei personaggi presenti nella serie di light novel Classroom of the Elite e dei relativi adattamenti manga e anime.

## Studenti della classe D

Kiyotaka Ayanokoji nell'anime

Kiyotaka Ayanokoji (綾小路 清隆?, Ayanokōji Kiyotaka)
Doppiato da: Shōya Chiba
Uno studente demotivato che non è molto bravo a comunicare con gli altri. I suoi voti sono intenzionalmente nella media ed è molto consapevole di come spendere i punti che gli vengono accreditati dalla scuola. Viene rivelato che ha sia l'attitudine accademica che l'intelletto necessari per arrivare alla classe più alta se lo volesse, ma per qualche motivo ha deciso di puntare alla classe D quando si è iscritto nell'istituto. La professoressa Chabashira ha inoltre menzionato che Kiyotaka aveva intenzionalmente ottenuto 50 punti su 100 per ogni materia dell'esame di ammissione. Nonostante il suo fisico non sembri quello di qualcuno che pratica attività sportiva, ha una grande forza ed è considerato molto abile nelle arti marziali, tanto che ha resistito in una lotta contro il presidente del consiglio studentesco e ha sconfitto Kakeru Ryuen e altri tre studenti molto forti della classe C molto forti contemporaneamente. Ha anche dimostrato di essere estremamente intelligente poiché ha escogitato elaborati stratagemmi con cui è riuscito a ingannare quasi tutti la scuola. In un flashback, viene mostrato che faceva parte di un esperimento eseguito da un'organizzazione sconosciuta di proprietà di suo padre, in una struttura chiamata "White Room", che costringeva i bambini a partecipare a un'immensa serie di test progettati per farli crescere e trasformarli in adolescenti con capacità quasi sovrumane, dimostrando di essere l'unico che soddisfa tutti i criteri del caso. Preferisce rimanere in disparte e utilizzare altre persone per attuare i suoi piani ogni volta che è necessario. È considerato un narratore inaffidabile per via del suo modo ambiguo di narrare gli eventi facendo affermazioni condizionali e omettendo informazioni importanti.
Suzune Horikita (堀北 鈴音?, Horikita Suzune)
Doppiata da: Akari Kitō
Una studentessa egoista con una bellezza intellettuale. È in classe con Kiyotaka e come lui sta attenta a come spendere i suoi punti. Proprio come Kiyotaka, ha difficoltà a comunicare con gli altri ma, a differenza di quest'ultimo, pensa che gli amici non siano necessari. Kiyotaka è l'unico studente della sua classe con cui parla e si confida, poiché sembra esprimere interesse per la sua personalità perspicace ma misteriosa e nutre dei dubbi su di lui e sul suo misterioso passato, credendo che stia nascondendo molto più di quanto in realtà lascia intendere. Suo fratello, Manabu, studia nel suo stesso istituto ed è il presidente del consiglio studentesco della scuola, che prende le distanze da lei in quanto si vergogna del fatto che la sorella sia stata inserita nella classe D. Anche lei conosce le arti marziali, poiché ha affrontano Mio Ibuki, una studentessa della classe C, riuscendo a tenerle testa, nonostante in quel momento fosse ammalata. Il suo atteggiamento comincia a migliorare quando riconosce la propria ipocrisia ammettendo di non essere diversa dai suoi compagni di classe quando si trova ad affrontare un serio problema da risolvere.
Kikyo Kushida (櫛田 桔梗?, Kushida Kikyō)
Doppiata da: Yurika Kubo
Una ragazza popolare della classe D, ha una personalità apparentemente simpatica e allegra e si è prefissata l'obiettivo di stringere amicizia con tutti gli altri studenti della scuola. Tuttavia, dietro la sua facciata allegra e premurosa, si cela una personalità alternativa caratterizzata dall'essere violenta, a sangue freddo, detestabile e manipolatrice. Mostra un profondo risentimento verso Suzune, anche se cerca di ridurre le distanze con lei per un motivo sconosciuto. Nelle light novel, viene rivelato che frequentava la stessa scuola media di Suzune e si presume che abbia scoperto il suo oscuro passato.
Airi Sakura (佐倉 愛里?, Sakura Airi)
Doppiata da: M.A.O
Una fotografa che è stata inserita nella classe D per via della sua paura e nervosismo, che le causano difficoltà a comunicare e interagire con gli altri. Non le piace mettersi in evidenza e le piace fare foto da modella. È stata un idol da rotocalco, finché la sua vita non è stata messa in pericolo da uno stalker che lavorava in un negozio di elettronica e che ha tentato di aggredirla, impendendole di farsi notare per il resto della sua vita. Fortunatamente Kiyotaka e Ichinose sono arrivati in tempo, salvandole la vita, e lo stalker è stato arrestato dalla polizia, grazie alle telecamera di sicurezza situate in tutto il campus e al sistema di localizzazione GPS installato sui cellulari di ogni studente. La ragazza si sente profondamente in debito con Kiyotaka, che lo ammira per averla salvata e la ispira con le sue incoraggianti parole di saggezza a fare sempre di più di quanto abbia già fatto in passato.
Kei Karuizawa (軽井沢 恵?, Karuizawa Kei)
Doppiata da: Ayana Taketatsu
Una delle migliori studentesse della classe D, che ha difficoltà comportamentali in quanto in passato è stata vittima di bullismo. Nelle light novel, inizialmente percepisce Kiyotaka come niente di speciale, ma lentamente forma un legame di fiducia molto stretto con lui, e nota che ha un lato oscuro e misterioso che non vuole che le persone conoscano. Kiyotaka sembra conoscere i suoi problemi, e la aiuta a chiudere i ponti con il passato, inoltre Karuizawa si mostra il personaggio che si fida più di Kiyotaka nel volume 6 della light novel. Sempre in tale volume, viene mostrato che la ragazza ha sviluppato una cotta per Kiyotaka, ed è l'unica che ha ricordato e festeggiato il suo compleanno facendo si che Kiyotaka esitasse a cancellare i suoi messaggi, cosa che fa di solito; per contraccambiare, Kiyotaka è venuto a conoscenza della data di compleanno di Karuizawa e le ha fatto gli auguri. Inoltre, Karuizawa e Kiyotaka si chiamano anche per nome, dimostrando ulteriormente che hanno un buon livello di confidenza. Nel corso della storia, viene mostrato come Karuizawa sia molto gelosa di Maya Sato, un'altra ragazza che si è confessata a Kiyotaka. Nei volumi successivi, Karuizawa trova il coraggio di confessare i suoi sentimenti a Kiyotaka e i due diventano una coppia. In realtà, Kiyotaka si fidanza con Karuizawa solo per esplorare le relazioni sentimentali e capire cosa significhi vivere come un essere umano normale.
Yosuke Hirata (平田 洋介?, Hirata Yōsuke)
Doppiato da: Ryōta Ōsaka
Il miglior studente della classe D. I suoi voti sono degni di una classe superiore, ma è stato inserito nella classe D per motivi che non sono ancora stati spiegati. Ha una "relazione" con Karuizawa, anche se nelle light novel questo si è rivelato essere uno stratagemma nonché una copertura per evitare che lei subisca atti di bullismo a scuola. Nelle light novel è stato accennato che Hirata inizia a sospettare di Kiyotaka per le sue manipolazioni e l'uso che fa degli altri, approfittando degli eventi che si verificano attraverso il compimento di diversi piani che finiscono gradualmente per aiutare la classe D, riuscendo nell'impresa nel dietro le quinte, all'insaputa degli altri che apparentemente non sono consapevoli di ciò che accade.
Rokusuke Koenji (高円寺 六助?, Kōenji Rokusuke)
Doppiato da: Toshiki Iwasawa
È un narcisista, proveniente da una prestigiosa e nota famiglia di studiosi, difatti è dotato di grandi capacità fisiche e di una notevole intelligenza, tuttavia è stato inserito nella classe D perché troppo arrogante ed egoista, rendendolo incapace di lavorare con gli altri. A differenza dei suoi compagni, che faticano a ottenere punti sufficienti, Koenji non se ne preoccupa poiché la sua ricca famiglia può semplicemente acquistare i punti quando ne ha bisogno.
Ken Sudo (須藤 健?, Sudō Ken)
Doppiato da: Eiji Takeuchi
Uno dei "tre idioti" della classe D e un giocatore del club di basket. Sebbene abbia le migliori capacità atletiche rispetto ai suoi compagni di classe, non è molto intelligente e ha un carattere irascibile e impulsivo, che lo porta ad arrabbiarsi facilmente, soprattutto se provocato. In due differenti occasioni ha rischiato di venire espulso per via dei suoi comportamenti, ma grazie all'intervento di Suzune e Kiyotaka, viene fatto restare all'istituto. Nel corso della serie la sua personalità migliora un po', anche se si comporta ancora in modo rude nei confronti degli altri, inoltre inizia a provare dei sentimenti per Horikita. Nelle light novel, è raffigurato come piuttosto amichevole nei confronti di Kiyotaka e viene successivamente rivelato che i due sono amici intimi. Durante il festival dello sport narrato nel volume 5 della light novel, sembra aver stretto un legame profondo con Suzune.
Kanji Ike (池 寛治?, Ike Kanji)
Doppiato da: Daiki Abe
Uno dei "tre idioti" della classe D. Non è molto intelligente, ma in compenso le sue capacità di comunicazione e le sue esperienze in campeggio sono eccellenti. Ha una cotta per Kushida.
Haruki Yamauchi (山内 春樹?, Yamauchi Haruki)
Doppiato da: Mutsuki Iwanaka
Uno dei "tre idioti" della classe D, che tende a dire bugie. Anche lui ha una cotta per Kushida ma prova dei sentimenti anche per Sakura. Nel volume spin-off della light novel, si confessa a Sakura, ma viene rifiutato in quanto la ragazza si ritrova in una situazione di disagio e in più è già innamorata di Kiyotaka.
Teruhiko Yukimura (幸村 輝彦?, Yukimura Teruhiko)
Doppiato da: Tsubasa Gōda
Un ragazzo dotato di una spiccata intelligenza. Nonostante le sue capacità accademiche, le sue scarse abilità atletiche lo hanno portato a finire nella classe D. Nel volume 6 della light novel, diventa un membro del gruppo di studio di Kiyotaka.
Maya Sato (佐藤 麻耶?, Sato Maya)
Doppiata da: Lynn
Una ragazza della classe di Kiyotaka che lo ha preso in simpatia.

## Studenti della classe C
Kakeru Ryuen (龍園 翔?, Ryūen Kakeru)
Doppiato da: Masaaki Mizunaka
Uno studente della classe C che ha la reputazione di essere un temuto delinquente, dove governa la classe come un boss mafioso e ha un gruppo di scagnozzi che fanno il lavoro sporco per lui. Dal carattere intimidatorio e pericoloso, si mostra anche un freddo calcolatore, realizzando stratagemmi inaspettati per ottenere ciò che vuole. Non tollera il fallimento, tanto che in un'occasione aggredisce uno dei suoi scagnozzi che non è riuscito nel compito di incastrare Ken Sudo per aggressione con lo scopo di farlo espellere. Nonostante il suo carattere violento, dimostra sempre una grande abilità nel valutare il momento opportuno per agire, ma in alcune situazioni preferisce astenersi e osservare il corso degli eventi per evitare possibili problemi, come ad esempio come quando decide di non attaccare briga con la classe 1-A in presenza di Manabu Horikita in quanto in quel momento non era in grado di affrontare Arisu Sakayanagi.
Mio Ibuki (伊吹 澪?, Ibuki Mio)
Doppiata da: Mikako Komatsu
Una studentessa della classe C, che disprezza la sporca reputazione di Ryuen come famigerato delinquente. È dotata di ottime capacità accademiche e fisiche. È abile nel combattimento corpo a corpo, avendo la conoscenza di diverse abilità marziali che possono rivaleggiare con quelle di molti artisti marziali. Dopo che Suzune ha scoperto che è stata Ibuki a far scoppiare un incendio mentre si trovavano su un'isola, Mio la sconfigge, le ruba il badge e lo consegna a Ryuen. Sempre in tale occasione, si è rivelata essere una spia della sua classe, che aveva lo scopo di infiltrarsi nella classe D su ordine di Ryuen, tuttavia ha finito per essere ingannata e manipolata da Kiyotaka, Ryuen e Katsuragi della classe A, mandando in fumo il loro piano e causando alla loro classe un'enorme perdita di punti.
Albert Yamada (山田 アルベルト?, Yamada Aruberuto)
Doppiato da: Ricky
Uno studente afro-giapponese nonché uno degli scagnozzi di Ryuen. È l'unico personaggio a non parlare giapponese, poiché nella serie usa solo l'inglese. È alto, muscoloso e fa qualsiasi cosa Ryuen gli chieda.
Hiyori Shiina (椎名 ひより?, Shiina Hiyori)
Doppiata da: Rie Takahashi
Una studentessa dal carattere solitario, che al contrario del resto dei suoi compagni di classe non è attaccata in maniera accanita a Ryuen, che ricopre la figura di leader.

## Studenti della classe B
Honami Ichinose (一之瀬 帆波?, Ichinose Honami)
Doppiata da: Nao Tōyama
La rappresentante di classe della classe B, è una persona molto gentile, disponibile e altruista. È una delle migliori studentesse della sua classe ed è molto ammirata e rispettata. Tuttavia, a differenza della maggior parte degli altri studenti che disprezzano i loro compagni delle classi inferiori, lei li tratta come suoi pari ed è anche amica di alcuni di loro, come nel caso di Kushida e Kiyotaka. Ha ottenuto un'ingente numero di punti privati tramite mezzi sconosciuti e si mostra piuttosto riservata al riguardo, portando Kiyotaka a chiedersi come abbia ottenuto una cifra così elevata. Ichinose invece si mostra interessata per le vere capacità e intelligenza di Kiyotaka, chiedendosi il motivo per cui nasconda i suoi veri talenti agli altri. Nelle light novel, diventa un membro del consiglio studentesco e si vede che ha stretto amicizia con Kiyotaka, che occasionalmente prende in giro e flirta, in quanto i due vanno molto d'accordo e lavorano bene insieme. Kiyotaka, tuttavia, ha diffuso voci sul suo enorme numero di punti, che si è rivelato essere stato ottenuto legalmente da lei, per incastrare Kakeru Ryuen della classe C, anche se quest'ultimo se ne è accorto e ha deciso di stare al gioco per trovare la vera mente dietro la classe D. Successivamente sviluppa sentimenti romantici per Kiyotaka dopo aver realizzato quanto sia unico per lei e si confessa, ma viene respinta perché ha già una ragazza.
Ryuji Kanzaki (神崎 隆二?, Kanzaki Ryūji)
Doppiato da: Akihisa Wakayama
Uno studente della classe B, che è considerato piuttosto intelligente e amichevole. Insieme a Ichinose, aiuta Kiyotaka a dimostrare l'innocenza di Sudo nel caso dell'incidente avuto con la classe C.

## Studenti della classe A
Arisu Sakayanagi (坂柳 有栖?, Sakayanagi Arisu)
Doppiata da: Rina Hidaka
La leader della classe A, che sembra essere disabile e cammina con un bastone. Si dimostra molto intelligente, in quanto sembra avere una conoscenza molto approfondita delle regole della scuola e dell'S-System. Ryuen della classe C fa notare come lei si comporti ancora come la "regina" della scuola per il fatto di essere nella classe A. C'è un'intensa rivalità tra lei e Ryuen, così come per le rispettive classi, poiché lei ritiene che le sfide che Ryuen pone alla classe A siano interessanti, ma in fin dei conti inutili. Nel volume 5 della light novel, afferma di sapere cos'è la "White Room" e rivela in modo criptico di conoscere Kiyotaka, che ha incontrato esattamente 8 anni e 243 giorni prima dell'inizio degli eventi della serie. Afferma di conoscerlo molto bene e di sapere tutto del suo misterioso passato, anche se lui nega di conoscerla e non sembra ricordarsi di lei. Nel volume 7 della light novel, il signor Sakayanagi, presidente del consiglio scolastico e vecchia conoscenza del padre di Kiyotaka, conferma che Arisu è sua figlia, spiegando così in parte il motivo per cui ha osservato Kiyotaka di persona dietro la finestra della White Room.
Kohei Katsuragi (葛城 康平?, Katsuragi Kōhei)
Doppiato da: Satoshi Hino
Un tipo intelligente nonché lo studente più rispettato della classe A, che si assume la piena responsabilità della sua classe. Sembra avere un passato travagliato, in quanto non è potuto entrare nel consiglio studentesco a seguito di alcuni fallimenti che non sono noti.
Yahiko Totsuka (戸塚 弥彦?, Totsuka Yahiko)
Doppiato da: Daisuke Motohashi
È uno studente della classe 1-A e un membro della fazione Katsuragi. Yahiko è piuttosto egoista e condiscendente e odia gli studenti delle classi inferiori, definendoli addirittura spazzatura.
Miyabi Nagumo (南雲 雅?, Nagumo Miyabi)
Doppiato da: Sōma Saitō
È uno studente della classe 3-A ed ex presidente del consiglio studentesco che succede a Manabu Horikita.

## Consiglio studentesco
Manabu Horikita (堀北学?, Horikita Manabu)
Doppiato da: Yūichirō Umehara
Il fratello maggiore di Suzune e il presidente del consiglio studentesco della scuola. È molto rispettato dai vertici della società studentesca della scuola. Tuttavia, non sopporta che Suzune appartenga alla classe inferiore, poiché la sua presenza minaccia la sua reputazione nel consiglio studentesco. Manabu dimostra di essere molto serio e intelligente, attaccato al suo ruolo di presidente del consiglio studentesco e piuttosto abile nelle arti marziali, come si vede nella sua schermaglia con Kiyotaka. Dopo lo scontro, Manabu si interessa a Kiyotaka e lo considera un degno avversario.
Akane Tachibana (橘 茜?, Tachibana Akane)
Doppiata da: Konomi Kohara
La segretaria del consiglio studentesco, che viene vista quasi sempre in compagnia del presidente del consiglio studentesco della scuola, Manabu. Prova dei sentimenti verso quest'ultimo.

## Dirigenti scolastici
Sae Chabashira (茶柱佐枝?, Chiyabashira Sae)
Doppiata da: Rina Satō
La bellissima ma spietata Insegnante della classe D, ha lunghissimi capelli neri legati in una coda di cavallo. È molto fredda, apatica ed estremamente arrogante nei confronti dei suoi studenti, anche se può essere corrotta al giusto prezzo: è stata disposta a vendere un voto a uno studente che rischiava di essere espulso. Conosce la verità dietro la designazione della classe D per gli studenti con aspetti difettosi e il potenziale nascosto di Kiyotaka viene percepito come il "più difettoso", anche se quest'ultimo si rivela essere uno studente eccellente. Lo minaccia di farlo espellere se non sale immediatamente alla classe A, per aver trattenuto le sue vere capacità e la sua vera intelligenza. Non è noto il motivo per cui la donna voglia farlo salire di classe. Una possibile ragione potrebbe essere che probabilmente sente che lui stia sprecando il suo vero talento rimanendo nella classe più bassa invece di essere nella classe superiore che merita. In seguito, la donna rivela a Kiyotaka che era il desiderio del padre che venisse espulso, tanto che quest'ultimo ha dichiarato che Kiyotaka stesso sceglierà l'espulsione di sua spontanea volontà.
Chie Hoshinomiya (星之宮 知恵?, Hoshinomiya Chie)
Doppiata da: Hisako Kanemoto
Insegnante della classe B, ha la reputazione di essere un'imbranata e un'ubriacona. Nonostante le sue stranezze, sembra essere perspicace, poiché ha riconosciuto che Kiyotaka, che non ha mai incontrato, potrebbe rappresentare un problema per la sua classe in base a ciò che Ichinose le ha detto di lui. Nelle light novel, ha formato un legame molto stretto con Kiyotaka, tanto che arriva al punto di prenderlo in giro e persino flirtare con lui nonostante sia un'insegnante, anche se lui si mostra un po' scoraggiato dal suo comportamento eccentrico.
Presidente Sakayanagi (坂柳?, Sakayanagi)
Doppiato da: Mitsuru Miyamoto
Il presidente della scuola ed ex segretario del professor Ayanokoji. La sua posizione precedente lo vedeva osservare Kiyotaka nella White Room insieme alla figlia Arisu. Pur rispettando la legge, si preoccupa anche dei suoi studenti.

## Altri
Professor Ayanokoji (綾小路?, Ayanokōji)
Doppiato da: Yasunori Masutani
Il padre di Kiyotaka, è una persona molto fredda e apatica. È colui che controlla la White Room, utilizzata per addestrare Kiyotaka quando era ancora un bambino. Non è contento che suo figlio sia stato ammesso a sua insaputa nell'istituto, poiché considera Kiyotaka come un'utile e potente arma per le sue ambizioni sconosciute. Cerca di convincere il figlio a lasciare la scuola, ma le regole glielo impediscono.